# 1937年の野球
1937年の野球（1937ねんのやきゅう）では、1937年の野球界における動向をまとめる。

## 競技結果

### 日本プロ野球

#### ペナントレース
| 順位 | 球団             | 勝利 | 敗戦 | 引分 | 勝率 | ゲーム差 |
| ---- | ---------------- | ---- | ---- | ---- | ---- | -------- |
| 優勝 | 東京巨人軍       | 41   | 13   | 2    | .759 | --       |
| 2位  | 大阪タイガース   | 41   | 14   | 1    | .745 | 0.5      |
| 3位  | 東京セネタース   | 30   | 26   | 0    | .536 | 12.0     |
| 4位  | 阪急軍           | 28   | 26   | 2    | .519 | 13.0     |
| 5位  | 名古屋金鯱軍     | 25   | 30   | 1    | .455 | 16.5     |
| 6位  | 大東京軍         | 21   | 31   | 4    | .404 | 19.0     |
| 7位  | 名古屋軍         | 21   | 35   | 0    | .375 | 21.0     |
| 8位  | 後楽園イーグルス | 12   | 44   | 0    | .214 | 30.0     |

| 順位 | 球団                 | 勝利 | 敗戦 | 引分 | 勝率 | ゲーム差 |
| ---- | -------------------- | ---- | ---- | ---- | ---- | -------- |
| 優勝 | 大阪タイガース       | 39   | 9    | 1    | .813 | --       |
| 2位  | 東京巨人軍           | 30   | 18   | 0    | .625 | 9.0      |
| 3位  | 後楽園イーグルス     | 28   | 19   | 2    | .596 | 10.5     |
| 4位  | 名古屋金鯱軍         | 23   | 25   | 1    | .479 | 16.0     |
| 5位  | 東京セネタース       | 20   | 27   | 1    | .426 | 18.5     |
| 6位  | ライオン軍（大東京） | 19   | 29   | 1    | .396 | 20.0     |
| 7位  | 阪急軍               | 17   | 29   | 3    | .370 | 21.0     |
| 8位  | 名古屋軍             | 13   | 33   | 3    | .283 | 25.0     |

#### 個人タイトル
| タイトル     | 選手                | 球団      | 成績      |
| ------------ | ------------------- | --------- | --------- |
| 最優秀選手   | 沢村栄治            | 巨人      |           |
| 首位打者     | 松木謙治郎          | 大阪      | .338      |
| 最多本塁打   | 中島治康 松木謙冶郎 | 巨人 大阪 | 4本       |
| 最多打点     | 景浦將              | 大阪      | 47打点    |
| 最多盗塁     | 山口政信            | 大阪      | 29盗塁    |
| 最多安打     | 松木謙治郎          | 大阪      | 70安打    |
| 最高出塁率   | 松木謙治郎          | 大阪      | .467      |
| 最優秀防御率 | 沢村栄治            | 巨人      | 0.81      |
| 最多勝利     | 沢村栄治            | 巨人      | 24勝      |
| 最多奪三振   | 沢村栄治            | 巨人      | 196奪三振 |
| 最高勝率     | 沢村栄治            | 巨人      | .857      |

| タイトル     | 選手                       | 球団                     | 成績   |
| ------------ | -------------------------- | ------------------------ | ------ |
| 最優秀選手   | B.ハリス                   | 後楽園                   |        |
| 首位打者     | 景浦將                     | 大阪                     | .333   |
| 最多本塁打   | 高橋吉雄                   | 後楽園                   | 6本    |
| 最多打点     | 中島治康                   | 巨人                     | 37打点 |
| 最多盗塁     | 島秀之助 鬼頭数雄          | 金鯱 ライオン            | 22盗塁 |
| 最多安打     | B.ハリス                   | 後楽園                   | 62安打 |
| 最高出塁率   | 景浦將                     | 大阪                     | .515   |
| 最優秀防御率 | 西村幸生                   | 大阪                     | 1.48   |
| 最多勝利     | 西村幸生 スタルヒン 野口明 | 大阪 巨人 東京セネタース | 15勝   |
| 最多奪三振   | 沢村栄治                   | 巨人                     | 129個  |
| 最高勝率     | 御園生崇男                 | 大阪                     | 1.000  |

#### ベストナイン
この年は選出なし

### 東京大学野球
- 春 - 明大が9勝1敗で優勝。
- 秋 - 明大が8勝1敗1分で連続優勝。

### 中等野球
- 第14回選抜中等学校野球大会決勝（阪神甲子園球場・4月4日）
浪華商（大阪府）2-0 中京商業（愛知県）
- 第23回全国中等学校優勝野球大会決勝（阪神甲子園球場・8月22日）
中京商業（愛知県） 3-1 熊本工（熊本県）

### 社会人野球
- 決勝（明治神宮野球場・8月9日）

八幡製鉄（八幡市）3-1 東京倶楽部（東京市）

### メジャーリーグ
- ワールドシリーズ
ニューヨーク・ヤンキース（ア・リーグ） （4勝1敗） ニューヨーク・ジャイアンツ（ナ・リーグ）

## できごと

### 1月
- 1月18日 - 後楽園野球倶楽部（イーグルス）設立。総監督に河野安通志が就任[2]。

### 2月
- 2月5日 - 日本職業野球連盟第1回総会が開かれ、イーグルスの加盟を承認。連盟の理事長に富樫興一、副理事長鈴木龍二が就任[2]。

### 3月
- 3月12日 - 日本職業野球連盟初の公式記録員に広瀬謙三が選任[2]。
- 3月29日 - 大東京軍対阪急軍戦で2回まで大東京が8対0としてリードしたものの、その後阪急が逆転、最終的なスコアは17対12で阪急が勝利する。8点差の逆転勝利は当時の日本プロ野球新記録[3]。
- 3月31日 - 日本職業野球連盟審判部部長に池田豊が就任[2]。

### 4月
- 4月4日 - 選抜中等学校野球大会の決勝戦が阪神甲子園球場において行われ、大阪府の浪華商が2対0で愛知県の中京商業を破り、初優勝を達成する。
- 4月5日 - 名古屋金鯱軍の中山正嘉が対大東京戦（上井草球場）で3安打11奪三振1四死球無失点で日本プロ野球史上2人目のプロ入り初登板完封勝利を挙げる。スコアは7対0[4]。
- 6月1日 - 【MLB】デトロイト・タイガースのギー・ウォーカーがサイクル安打を達成する。

### 5月
- 5月1日 - 阪急西宮球場が開場。5月5日に初公式戦となる東京巨人軍対イーグルス他1試合が行われ、初試合は巨人が3対0で勝利する。
- 5月1日 - 東京巨人軍の沢村栄治が対大阪タイガース（州崎球場）戦において、日本プロ野球史上かつ、沢村にとって2度目となるノーヒットノーラン[5]を達成。スコアは4対0[6] 。

### 6月
- 6月1日 - 【MLB】シカゴ・ホワイトソックスのビル・ダエットリッチが対セントルイス・ブラウンズ戦においてノーヒットノーランを達成する。
- 6月13日 - 大阪タイガースの奈良友夫が対イーグルス戦の1回にプロ野球初の1イニング2三振を記録する。
- 6月27日 - 金鯱対東京セネタース戦は9回裏に1対6でセネターズが5点リードした状況から、9回裏に金鯱が6点を取って7対6で逆転サヨナラ勝利。9回裏以降に5点差からの逆転サヨナラ勝利は当時の最多得点差試合であり、1リーグ時代では唯一の記録[7][8]

### 7月
- 7月1日 - 【MLB】ニューヨーク・ヤンキースのルー・ゲーリッグが2度目のサイクル安打を達成する。
- 7月3日 -  巨人のヴィクトル・スタルヒンが対イーグルス戦（洲崎）において、日本プロ野球史上3度目のノーヒットノーランを達成する[9]。スコアは4対0[6]。
- 7月11日 - 巨人対東京セネタース戦（上井草球場）で巨人が勝利し、巨人の春季優勝が決定する。巨人は前年からの連続優勝となった。
- 7月16日 - 阪急の石田光彦が対セネターズ戦（洲崎）において、プロ野球史上4度目のノーヒットノーランを達成する[10]。スコアは6対0[6]。

### 8月
- 8月1日 - 【MLB】ニューヨーク・ヤンキースのジョー・ディマジオがサイクル安打を達成する。
- 8月9日 - 都市対抗野球大会の決勝戦が明治神宮野球場で行われ、八幡市の八幡製鉄が3-1で東京市の東京倶楽部を破り、優勝を達成する。
- 8月22日 - 全国中等学校優勝野球大会の決勝戦が甲子園で行われ、愛知県の中京商業が熊本県の熊本工を3対1で破り、4年ぶり4度目の優勝を達成する。
- 8月29日 - ライオン軍の柳沢騰市が対名古屋金鯱軍戦において、9回に日本プロ野球初の1イニングに二盗三盗本盗の3盗塁を記録する。

### 9月
- 9月5日 - 満16歳と4日の西沢道夫（名古屋軍）が公式戦に初出場し、日本プロ野球最年少出場記録を打ち立てる。
- 9月11日 - 後楽園球場が開場。翌12日、初公式戦となる名古屋軍対イーグルス他3試合が行われ、初試合は名古屋が3対0で勝利している。
- 9月12日 - ライオン対名古屋金鯱軍戦において、日本プロ野球記録となる両軍合わせて26四球を記録（ライオン11、金鯱15）。ライオン先発の桜井七之助は2度目の日本タイ記録の12与四球（8回4失点）。試合は8対6でライオンが勝利する[11]。

### 10月
- 10月4日 - 大阪は9月8日からこの日まで日本プロ野球戦前最多となる14連勝を記録する。
- 10月10日 - 【MLB】ワールドシリーズ第5戦がポロ・グラウンズ行われ、アメリカンリーグのニューヨーク・ヤンキースが、ナショナルリーグのニューヨーク・ジャイアンツに4対2で勝利し、4勝1敗で2年連続6度目の優勝を達成する。

### 11月
- 11月14日 - 大阪対巨人戦（甲子園）で大阪が勝利し、秋季優勝が決定する。大阪タイガースは球団創立以来初の優勝を達成する。
- 11月20日～22日 - 第1回日本プロ野球オールスター東西対抗試合開催される。

### 12月
- 12月7日 - 大阪タイガースが年度優勝決定戦で東京巨人軍を4勝2敗で破り年度優勝を決める。
  - 第1試合（12月1日）大阪タイガース 4-1 東京巨人軍（後楽園）
  - 第2試合（12月2日）大阪タイガース 7-4 東京巨人軍（後楽園）
  - 第3試合（12月4日）大阪タイガース 8-2 東京巨人軍（甲子園）
  - 第4試合（12月5日）大阪タイガース 5-6 東京巨人軍（甲子園）
  - 第5試合（12月6日）大阪タイガース 5-11 東京巨人軍（後楽園）
  - 第6試合（12月7日）大阪タイガース 6-3 東京巨人軍（後楽園）

## 誕生

### 1月
- 1月1日 - 野村徹
- 1月5日 - 桑田武（+ 1991年）
- 1月5日 - 川原政数
- 1月9日 - 森祇晶
- 1月12日 - 岡田守雄
- 1月15日 - 伊藤則旦
- 1月18日 - 上田利治（+ 2017年）
- 1月20日 - 生原昭宏（+ 1992年）
- 1月26日 - 木次文夫（+ 1977年）

### 2月
- 2月1日 - 谷本稔
- 2月1日 - 西尾裕（+ 2009年）
- 2月2日 - ドン・ビュフォード
- 2月4日 - 山中雅博
- 2月9日 - クリート・ボイヤー（+ 2007年）
- 2月12日 - スタン・ジョンソン（+ 2012年）
- 2月20日 - 久保友之

### 3月
- 3月26日 - 和田博実（+ 2009年）
- 3月31日 - 大庭宏

### 4月
- 4月1日 - 会田豊彦（+ 2012年）
- 4月3日 - 安藤治久
- 4月5日 - 若生智男
- 4月8日 - 稲尾義文
- 4月9日 - 湊谷武雄
- 4月12日 - 田辺義三（+ 2018年）
- 4月15日 - 和田明（+ 1992年）
- 4月18日 - 青木宥明（+ 2001年）
- 4月20日 - 花沢英雄
- 4月21日 - 須藤豊
- 4月21日 - 高木時夫（+ 2006年）
- 4月28日 - 龍憲一

### 5月
- 5月2日 - 井洋雄
- 5月4日 - 富永格郎
- 5月8日 - アルト・ロペス
- 5月8日 - マイク・クェイヤー（+ 2010年）
- 5月8日 - 松浦三千男
- 5月13日 - 池田英俊
- 5月18日 - ブルックス・ロビンソン
- 5月18日 - 西岡清吉

### 6月
- 6月4日 - 橋詰文男（+ 1983年）
- 6月5日 - 牧野伸
- 6月9日 - 吹田俊明
- 6月10日 - 稲尾和久（+2007年）
- 6月24日 - 今泉喜一郎

### 7月
- 7月10日 - 若生照元
- 7月16日 - 西本道則
- 7月23日 - 石井登
- 7月26日 - 田中喜八郎
- 7月28日 - 伊藤光四郎（+ 2011年）
- 7月29日 - 義原武敏（+ 2011年）

### 8月
- 8月8日 - 藤本勝巳
- 8月11日 - 前岡勤也
- 8月12日 - ジーン・バッキー（+ 2019年）
- 8月15日 - 嵯峨健四郎（+ 2011年）
- 8月20日 - 本田威志（+ 2010年）
- 8月22日 - 若生忠男（+ 1998年）
- 8月26日 - 竹下元章（+ 1985年）

### 9月
- 9月1日 - 河原主尚
- 9月2日 - 阿南準郎
- 9月2日 - ピーター・ユベロス
- 9月3日 - 土居章助
- 9月8日 - 小西秀朗（+ 2020年）
- 9月13日 - 勝浦将元
- 9月17日 - 山本八郎
- 9月18日 - 木戸美摸
- 9月20日 - 山本文男

### 10月
- 10月6日 - 江藤愼一（+2008年）
- 10月10日 - 佐々木勲
- 10月14日 - 松岡英孝
- 10月20日 - フアン・マリシャル
- 10月21日 - 五島道信
- 10月31日 - 西園寺昭夫（+ 2011年）

### 11月
- 11月1日 - 広島尚保
- 11月1日 - 土井豊
- 11月1日 - 赤井勝利
- 11月9日 - 牧野宏（+ 1994年）
- 11月17日 - 西原恭治
- 11月23日 - 井石広一

### 12月
- 12月8日 - 石川恵也
- 12月17日 - 麻生実男（+ 1991年）
- 12月24日 - 畑隆幸

## 死去
- 4月14日 - ネッド・ハンロン（* 1857年）
- 8月7日 - 北井正雄（* 1913年）